# Valentin Šindler
Valentin Šindler (30. ledna 1885 Cholina u Litovle – 21. ledna 1957 Praha) byl český operní pěvec-tenorista, herec a také autor a interpret lidové hanácké postavy Stréček Matěj Křópal z Břochovan.

## Životopis

### Rodina, studium
Narodil se v rodině obchodníka a hostinského Františka Šindlera a jeho ženy Kateřiny, roz. Vitáskové, jako jeden ze sedmi dětí (tři dcery a čtyři synové). Jeho dva bratři, Antonín (1886–1972) a Václav Šindler (1893–1952) byli také operními pěvci-tenoristy. Vystudoval Arcibiskupské gymnázium v Kroměříži a v letech 1905–8 studoval teologii v Olomouci, avšak studia nedokončil. Na radu Karla Kovařovice se začal věnovat zpěvu. Studoval zpěv u Josefa Nešvery. Na přelomu let 1910/1911 hostoval v ND.

### Divadelní angažmá
V roce 1911 krátce působil v Divadle na Vinohradech (v letech 1914 a 1919 pak zde hostoval). Dne 3. června 1911 získal angažmá v opeře Národního divadla v Praze, kde působil jako lyrický tenor do 31. srpna 1913.
V období 1914–7 byl členem opery v Záhřebu a následně byl angažován ve Státním divadle v Brně, kde působil patnáct let, v letech 1917–1932.
V sezóně 1932/1933 hostoval v pražské Malé operetě, vedené Miroslavem Bukovským, která působila v Hasičském svazovém domě v Římské ulici na Vinohradech.
Za okupace založil v roce 1941 a pak vedl až do roku 1944, kdy byla činnost všech divadel okupanty zastavena, vlastnil divadelní společnost Lidové veseloherní divadlo Stréčka Matěje Křópala. Soukromě také vyučoval zpěv.
V letech 1952–6 byl pedagogem a hlasovým poradcem Uměleckého souboru národní bezpečnosti v Praze.

### Gramodesky
Od roku 1909 do konce dvacátých let natáčel pro firmu Homokord písně – nejdříve na fonoválečky a později na gramodesky. Byl členem Uměleckého kvarteta Národního divadla, Cyrilské jednoty křižovnické a Moravského kvarteta v Praze. Zpíval také v triu s bratry Axmanovými. Na deskách byl někdy uváděn pod pseudonymem J. Cholínský. Natočil stovky nahrávek – lidové písně, árie z oper i staropražské písničky a kuplety autorů z okruhu Červené sedmy. Ve dvacátých letech natáčel také moderní taneční šlágry z německých revue a operet. Spolupracoval rovněž s firmou Polydor.

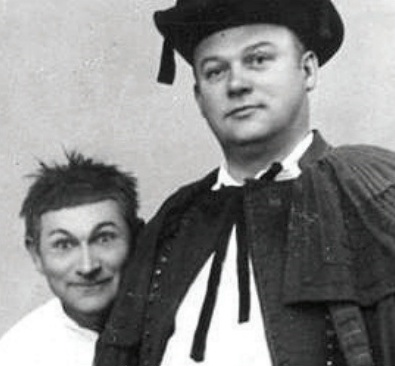
Strejček Křópal a Jozéfek Melhoba

### Postava stréčka Matěje Křópala z Břochovan
Kromě svého operního působení byl také pedagogem, lidovým vyprávěčem, tvůrcem a interpretem literární a jevištní satirické postavy hanáckého Stréčka Matěje Křópala z Břochovan, kterou vytvořil v roce 1921 původně jako literární postavu pro časopis Národního divadla Brno Divadelní šepty (poprvé se objevila v tomto časopise na Štědrý den roku 1921) a s níž pak vystupoval od roku 1926 na jevištích celé republiky. V Praze vystupoval mj. v divadle Akropolis.
Pro rozhlas připravoval revue a komedie, kde postava Stréčka Matěje Křópala z Břochovan vystupovala. Valentinův bratr Václav vystupoval od roku 1925 jako Křópalův synovec Jozéfek Melhoba, Antonie Košnerová a později Ludmila Janulíková vystupovala jako tetka Křópalka. Vytvořili přes šedesát rozhlasových pořadů.
V Brně založili bratři Valentin a Václav Šindlerovi Loutkové divadlo Radost, které od roku 1929 hrálo v královopolské Husovické dvoraně. Postavičky rodiny Křópalů navrhl Ondřej Sekora.

### Ocenění
V rodné obci Cholina mají bratři Šindlerovi na rodném domě pamětní desku a v Hanáckém muzeu Cholina jsou vzpomenuti v pamětní síni.

### Hrob
Místem posledního odpočinku Valentina Šindlera se stal Vyšehradský hřbitov v Praze.

## Divadelní role, výběr
- 1909 Antonín Dvořák: Šelma sedlák (opera), Jeník (j. h.), Národní divadlo, režie Robert Polák
- 1909 Jacques Offenbach: Hoffmannovy povídky (opera), Hoffmann (j. h.), Národní divadlo, režie Robert Polák
- 1909 Bedřich Smetana: Dvě vdovy (opera), Ladislav Podhajský (j. h.), Národní divadlo, režie Robert Polák
- 1910 P. I. Čajkovskij: Eugenij Oněgin (opera), Lenský, Národní divadlo, režie Adolf Krössing
- 1911 Gaetano Donizetti: Dcera pluku (opera), Tonio, Národní divadlo, režie Robert Polák
- 1912 Carl Maria von Weber: Čarostřelec (opera), Max, Národní divadlo, režie Robert Polák
- 1912 W. A. Mozart: Don Juan (opera), Don Ottavio, Národní divadlo, režie Robert Polák
- 1913 W. A. Mozart: Kouzelná flétna (opera), Druhý obětník, Národní divadlo, režie Robert Polák
- 1917 Bedřich Smetana: Prodaná nevěsta (opera), Jeník (j. h.), Národní divadlo, režie Robert Polák
- 1926 Erry Saša, Oldřich Nový: Z Brna do Brna (výpravná lidová revue), Stréček Matěj Křópal z Břochovan, Národní divadlo v Brně, režie Oldřich Nový a Vilém Skoch (hrálo se šest let, 109 repríz)[15]
- 1927 Ambroise Thomas: Mignon (opera), Vilém Meister (j.h.), Národní divadlo, režie Emil Pollert
- 1932 Křópal biletářem (opereta na hudbu R. Stolze), Malá opereta Praha
- 1933 Křópal detektivem (opereta na hudbu P. Payera), Malá opereta Praha

## Filmografie, výběr
- 1923 Pepánek Nezdara, učitel, režie Přemysl Pražský
- 1930 Vše pro lásku, Stréček Matěj Křópal z Břochovan, režie Martin Frič
- 1932 Kantor Ideál, školník Ječmínek, režie Martin Frič
- 1934 V cizím revíru, kolovrátkář, režie Vladimír Majer
- 1934 Na Svatém kopečku, Stréček Matěj Křópal z Břochovan, režie Miroslav Cikán
- 1935 Hřích mládí, mlynář Hlubina, režie Aleš Podhorský